# Hjerting
Hjertling est un ancien village du Danemark dans le sud-ouest du Jutland, aujourd'hui district de Esbjerg dont il est situé à 7 km au nord du centre.

## Histoire
Hjertling est mentionnée dans l'histoire dès 1291. Il s'agit à l'origine d'un village de pêcheurs. Au XIXe siècle, il était le lieu de départ des steamers pour Lowestoft mais perd de son ampleur lors de la création en 1868 du Port de Esbjerg.

## Lieux et monuments
L'église octogonale de Hjertling, avec son clocher séparé du bâtiment principal, a été achevée en 1992. Dans le cœur figurent des sculptures de Robert Jacobsen.